# Gislövs församling
Gislövs församling var en församling i Lunds stift och i Trelleborgs kommun. Församlingen uppgick 2002 i Dalköpinge församling.

## Administrativ historik
Församlingen har medeltida ursprung. 
Församlingen var till 1 maj 1924 i ett pastorat med Dalköpinge församling, före 1590-talet som moderförsamling, därefter som annexförsamling. Från 1 maj 1924 till 2002 var den annexförsamling i pastoratet Dalköpinge, Gislöv, Bösarp och Simlinge som från 1962 även omfattade Kyrkoköpinge och Gylle församlingar. Församlingen uppgick 2002 i Dalköpinge församling.

## Kyrkor
- Gislövs kyrka